# Europe 1 Sport (émission de radio)
Pour les articles homonymes, voir Europe 1 Sport.
Europe 1 Sport est une émission de radio diffusée à l'antenne de la station de radio française Europe 1.
Cette émission fut créée en 1996 pour être le cadre en particulier du « Multiplex de football » animé alors par l'iconique Eugène Saccomano.

## Historique
Europe 1 Sport a été créée en 1996, pour se dérouler du lundi au samedi entre 20 h et 22 h 30. Eugène Saccomano y assurant l'animation du « Multiplex de football » en particulier. En juin 2001, ce dernier est mis à la retraite par Europe 1. Il quitte cette maison après y avoir passé plus de trente ans et, au-delà de l'animation du multiplex, après avoir dirigé le service des sports de la station pendant deux décennies.
En septembre 2008, Europe 1 Sport est remplacée par Europe 1 Foot et le Club Sport Europe 1, Laurent Luyat et Christian Jeanpierre étant ainsi remerciés. Gilbert Brisbois et Alexandre Delpérier arrivent de RMC, alors qu'Alexandre Ruiz est en provenance de Canal+. Tous trois sont les nouvelles têtes d'affiches de l'offre sportive de la station, traduisant la volonté du nouveau directeur général Alexandre Bompard de renforcer la place dominante d'Europe 1 sur le sport, place peu à peu contestée par la stratégie de RMC. Quelques semaines seulement après son arrivée, Gilbert Brisbois retourne à RMC, mécontent de son exposition à l'antenne. Le volume de sport sur l'antenne d'Europe 1 est alors doublée. L'émission garde son horaire historique en semaine (20 h / 22 h 30), mais bénéficie d'un nouveau découpage, Europe 1 Foot entre 20 h et 21 h 30 puis le Club Sport Europe 1 entre 21 h 30 et 22 h 30. L'équipe de consultants est aussi largement étoffée.
Alexandre Delpérier démissionne d'Europe 1 en mars 2010. Alexandre Ruiz est évincé de la grille en juillet 2011.
À partir du mois d'août 2011, Europe 1 Sport n’apparaît plus sous sa forme quotidienne et ne couvre plus que les soirées du weekend. Le volume d'émissions sportives d'Europe 1 est ainsi considérablement réduit en seulement deux saisons, conformément à la volonté de Denis Olivennes, nouveau directeur de la radio. Nombre de consultants majeurs quittent la station parmi lesquels Franck Sauzée, Fabien Galthié, Thierry Rey, Fabrice Santoro, Isabelle Severino, etc. La couverture des événements omnisports est la première perdante de ces restrictions, alors que le football garde une place de choix dans la grille. Les années suivantes sont de nouveau marquées par les départs successifs de nombres de voix majeures de l'émission, notamment Pierre-Louis Basse, Pascal Normand, Guilhem Garrigues, Jean-Charles Banoun et Dominique Bressot.
À la rentrée 2013, Alban Lepoivre (multiplex) et Bérengère Bonte (le club) héritent de la présentation de l'émission.
À la rentrée 2014, Lionel Rosso revient sur Europe 1 près de dix ans après son départ, récupérant la présentation d'Europe 1 Sport à la rentrée 2015.
À la rentrée 2017, le Multiplex Ligue 2 du vendredi soir est supprimé, et ce malgré de bonnes audiences, et alors qu'Europe 1 était la dernière grande radio à proposer ce rendez-vous aux auditeurs. La chronique des Grandes Voix du sport est ainsi déplacée au vendredi 20 heures. Simon Ruben remplace François Clauss comme patron des sports.
À la rentrée 2018, peu après la nomination de Laurent Guimier à la tête de la station, la case sport du vendredi soir est supprimée. Europe Sport n'a plus lieu que les samedis et dimanches. En décembre 2018, Jean-François Pérès prend les commandes du service des sports.
Depuis le mois d'août 2020, l'émission consacre une séquence aux paris chaque soir de match de football (suivi des paris juste avant le coup d'envoi des rencontres, à la mi-temps et après chaque fin de matchs), avec des auditeurs en ligne.
En décembre 2021, Europe 1 annonce le recrutement de Jacques Vendroux, le mythique chroniqueur sportif de Radio France, Jacques Vendroux se dit "fier" de rejoindre la station bleue et annonce vouloir intervenir sur d'autres médias des groupes Lagardère et Vivendi, tels que CNEWS, Le JDD ou encore Paris Match. Un podcast consacré au sport verrait bientôt le jour.
À partir du 29 août 2022 Europe 1 Sport repasse en quotidienne, de 20 heures à 23 heures. La présentation de l'émission est assurée par Lionel Rosso les vendredis samedis dimanches et lundis, et par Céline Géraud les mardis mercredis et jeudis. L'actualité du foot est décortiquée selon des thématiques 'grand public' de 20 heures à 21 heures. Entre 21 heures et 22 heures tous les sports sont traités dans la page omnisports (le rugby, les sports automobiles, le tennis, le basket et le cyclisme essentiellement). Entre 22 heures et 23 heures le football est à nouveau décortiqué, mais cette fois sous un angle 'expert'. Tous les jeudis entre 20 heures et 20 h 30 Jacques Vendroux reçoit un dirigeant du monde du sport pour une interview d'actualité dans la séquence des Decideurs du Sport, alors que Le Studio des Légendes prend place tous lundis et vendredis de 20 heures à 21 heures.
Durant cette saison, Serge Blanco devient le consultant rugby d'Europe 1, et rejoint 'Europe1 Sport' en vue de la coupe du monde 2023. Il participe aux debriefs du lundi soir, à la couverture du tournoi des 6 nations, avant d'être au micro pour commenter les phases finales du Top14.
Depuis mars 2023, et pour la première fois dans l'histoire d'Europe1 Sport, des auditeurs sont invités à 'débattre' avec les experts de l'émission, et ce de façon ponctuelle et sur des sujets précis.

## Concept

### Généralités
L'émission Europe 1 Sport consiste à revisiter toute l'actualité du sport. Autour des journalistes sportifs d'Europe 1, les invités et les consultants alimentent les débats qui agitent le milieu du sport. En particulier, un large réseau de correspondants permet la diffusion des multiplex Ligue 1, le samedi soir, et cela depuis plus de trente ans.

### Événementiel
Entre 2008 et 2010, selon l'actualité, les samedis et dimanches de 15 h à 23 h, de grands directs sont animés par Alexandre Ruiz. L'animateur assure également les commentaires des grands matchs de Ligue des Champions avec Jean-Charles Banoun et Pascal Normand.
La station devient le diffuseur officiel des Grand Prix de Formule 1 pour les saisons 2009-2010 & 2010-2011. Alexandre Delpérier assurait alors la présentation des sessions, accompagné du duo Dominique Bressot / Julien Fébreau pour les commentaires et d'Alain Prost pour les analyses.
Les grands événements sportifs ont gardé, de tout temps, une vraie place dans la grille, avec de larges plages qui leur sont consacrées. On peut notamment citer l'Euro 2012 avec Laurent Guimier, l'Euro 2016 avec Thomas Thouroude, la Coupe du monde de football 2014 avec Michel Denisot, la Coupe du monde de football 2018  ainsi que pour les éditions successives des Jeux Olympiques, du Tour de France, des mondiaux de handball...
Europe 1 est également la radio partenaire officielle de Roland Garros entre 2006 et 2009, puis de 2018 à aujourd'hui. À ce titre elle possède un studio au pied du Court Philippe-Chatrier, qui lui permet d'assurer de nombreuses émissions spéciales depuis la porte d'Auteuil, en plus du commentaire des matchs.

### Le Studio des Légendes
Le Studio des Légendes est créé le dimanche 24 février 2019. Il a lieu les derniers dimanches de chaque mois de 20 h à 21 h. Cette nouveauté arrive à l'antenne peu après la création de l'émission Face aux auditeurs d'Europe1, dont le premier invité est Didier Deschamps. Parmi les participants on retrouve notamment Thierry Bretagne, Guy Roux, Charles Biétry, Dominique Grimault, Pierre-Louis Basse, Charles Villeneuve, Roger Zabel, Philippe Tournon, Philippe Doucet (journaliste), Pierre Fulla, Jean-Claude Perrin (athlétisme). Depuis la rentrée 2022, l'émission est diffusée tous les vendredis et lundis soir, toujours entre 20h et 21.
Les autres éditorialistes du format traditionnel d'Europe1 Sport sont Arnaud Hermant et Guillaume Dufy qui travaillent comme journalistes à L'Équipe, Laurent Jaoui (journaliste), rédacteur en chef service sport Canal+; Grégory Schneider, chef du service sports Libération (journal); Javier Prieto Santos, rédacteur en chef  So Foot; Nabil Djellit, journaliste France Football; Patrick Juillard, journaliste Football365.fr; Pauline Gamerre ancienne directrice du Red Star Football Club, Claire Arnoux de BeIn Sports France; Éric Huet et biens d'autres.
L'émission dispose également d'un large réseau de collaborateurs locaux à travers la France pour commenter les matchs de Ligue 1 et de Ligue 2, ainsi que d'un réseau de correspondants à l'étranger analysant l'actualité de leur championnat et de leur sélection : Philippe Auclair (Angleterre), Alexis Menuge (Allemagne), Valentin Pauluzzi (Italie), Juan José Dorado (Espagne), Sacha Tavolieri (Belgique), Gary de Jesus (Portugal), Éric Froziot (Brésil)...
Depuis août 2022 et la nouvelle formule quotidienne, à la suite d'un accord signé avec le service des sports de Canal +, nombre de visages du service des sports de la chaîne cryptée sont également débatteurs ou experts dans 'Europe 1 Sport', comme David Berger, Julien Fébreau, Nicolas Touriol, Paul Tchoukriel, François Marchal, Philippe Fleys, Antoine Arlot, Philippe Groussard, Sébastien Heulot ou encore Philippe Carrayon.

## Équipes d'animation

### Animateur
Les premiers animateurs ont été Yann Kulig avec Manuel Tissier et Lionel Rosso entre 1996 et 2000. Pierre-Louis Basse a pris la succession entre 2000 et 2003. La saison suivante (2003-2004) a été animée par Jean-Charles Banoun. Durant deux ans, entre 2004 et 2006, c'est Denis Brogniart qui a animé Europe 1 Sport. Christian Jeanpierre a ensuite pris le relais entre 2006 et 2008. Entre 2008 et 2010, c'est Alexandre Delpérier qui a animé l'émission, rejoint par Thierry Rey pour la saison 2009-2010. Leur a succédé Alexandre Ruiz pour la saison 2010-2011. Jean-Charles Banoun est revenu animer l'émission entre 2011 et 2013 et c'est Bérengère Bonte, première femme animatrice d'Europe 1 Sport qui lui succéda entre 2013 et 2015. Alban Lepoivre assure la présentations des multiplex entre 2013 et 2015.
Entre 2015 et 2022, Lionel Rosso occupe seul le rôle d'animateur le week-end. Depuis août 2022 et le retour des quotidiennes, il conserve le week end; Virginie Phulpin puis Céline Géraud (janvier 2023) étant chargées des autres jours de la semaine.

### Consultants passés et actuels
- Aimé Jacquet
- Alain Giresse
- Alain Portes
- Alain Prost
- Alain Roche
- Aline Riera
- Arnaud Boetsch
- Aubin Hueber
- Bernard Hinault
- Bruno Derrien
- Cédric Pioline
- Cyrille Guimard
- Darren Tulett
- David Ginola
- Denis Balbir
- Didier Roustan
- Dimitri Yachvili
- Éric Blanc
- Fabien Galthié
- Fabrice Landreau
- Fabrice Santoro
- Florence Masnada
- Franck Sauzée
- Georges Eddy
- Guy Forget
- Guy Roux
- Isabelle Severino
- Jackson Richardson
- Jacky Bonnevay
- Jacques Monclar
- Jacques Vendroux
- Jean-Alain Boumsong
- Jean-Claude Perrin
- Jean-Louis Moncet
- Jimmy Algerino
- Laurent Bénézech
- Laurent Blanc
- Laurent Fignon
- Loïc Courteau
- Luc Sonor
- Marc Libbra
- Marc Madiot
- Marcel Desailly
- Mathieu Blin
- Olivier Dacourt
- Olivier Magne
- Pascal Dupraz
- Patrice Dominguez
- Patrice Hagelauer
- Patrick Montel
- Paul Belmondo
- Pierre Albaladejo
- Pierre Fulla
- Raymond Domenech
- Reynald Pedros
- Richard Virenque
- Robert Pirès
- Roxana Maracineanu
- Samuel Ipoua
- Sandrine Roux
- Sébastien Grosjean
- Serge Blanco
- Thierry Rey
- Thomas Voeckler
- Wendie Renard